# セイル (漫画)
『セイル』（SEiRU）は、原作：有里紅良・漫画：夢来鳥ねむによる日本の漫画作品。講談社『月刊マガジンZ』とYahoo! JAPAN内コンテンツYahoo!コミックによるコラボレーションに基づくクロスオーバー作品企画『ヒーロークロスライン』（通称HXL）作品である。ウェブコミック誌『ヒーロークロスライン』にて連載された。単行本は全2巻。また、この作品に登場するヒーローの名称である。
なお外伝小説にあたる「エッジワースの木馬」についても本稿で解説する。

## 概要
『ヒーロークロスライン』にて2008年6月11日から連載を開始し、2009年3月25日まで基本的に月一ペースで連載された。
2008年11月20日より連載された物をまとめた有料電子書籍を配信開始し、翌21日より単行本が発売された。有料電子書籍及び単行本発売後は第1話については期限無しで、単行本に収録されていない話数についてはYahoo!コミックにて無料で読むことが可能であった。しかし現在では配信サイト自体がリンク切れとなっており、無料で読むことはできない状態にある。
アンドロイドの少年である上岡聖流（かみおか セイル）と自立型ブースターのアニマロイドキディが、ノッカーズ組織『ペンドラゴン』との戦いを繰り広げるバトルアクション漫画。最大の特徴は『ヒーロークロスライン』の代名詞でもあるクロスオーバーであり、ほぼ1話につき1作品という非常に多くの作品とのクロスが展開された。またロボット三原則をストーリーに絡めるなど、本格的なSF漫画としての側面も持つ作品である。なおコンセプトデザインとして結城信輝が参加しており、聖流のバトルコスチュームやいわゆる怪人などのデザインを担当している。
HXL作品では「VOID」、「ALCBANE」と関連が深い。この他に「ウサ探」、「MEAN 遥かなる歌」、「ギャラクティックマンション」、「童子装甲BEE」、「ジエンド」、「火星のココロ」、「クランド」、「青の橘花」とのクロスオーバーもされており、更にそのほとんどが「セイル」のストーリーに大きく関わってくる意欲的なものとなっている。
なお、有里・夢来鳥のコンビによる作品（いわゆる「ら・むうん作品」と言われる一連の作品群）は常に一定の共通した世界観の元で製作されており、本作が発表される以前の両名による各作品には必ずといっていいほど同作者による他作を対象としたハイパーリンクが設えられていた。しかし「セイル」においては『ヒーロークロスライン』という企画上の特異性から『HAUNTEDじゃんくしょん』などに代表される従来の「ら・むうん作品」とは異なる世界観の上での作品となっており、基本的に「セイル」以前に発表されたら・むうん作品とは世界観上の関連性が否定されている（ただしネタ的に従来のら・むうん作品に出てきてもおかしくはないような用語や単語・概念は使用されている）。
※本作の世界観についてはヒーロークロスライン作品共通の世界観も参照。ら・むうん作品の世界観についてはら・むうん作品共通の世界観を参照。

## あらすじ
2009年12月24日、アンドロイドの少年上岡聖流（かみおか セイル）は母親である上岡流梨子（かみおか るりこ）とアニマロイドのキディと共に幸せなクリスマスを過ごしていた。しかし、そこへ突然現れた霧島猛流（きりしま たける）率いるノッカーズ集団『ペンドラゴン』によって幸せなひと時が崩れ去ってしまう。流梨子は猛流のノッカーズ能力によってバラバラにされ誘拐されてしまい、流梨子を取り返そうとする聖流にも危機が訪れる。だがキディは聖流とブーストする事によって聖流を戦闘モードへと変身させ、後始末を命令されたノッカーズ達を撃退するのであった。
聖流とキディは母親を取り返すため、様々なキャラクターとの出会いと別れを繰り返しながら苦難の旅を続けるのだが…。

## 登場キャラクター
声はドラマCD『銀河ロイド コスモX IN ヒーロークロスライン ドラマCD』での声優、演は『ら・むうん』が撮影している「VOID」と「MEAN 遥かなる歌」の音楽PVでの役者の表記。
上岡 聖流（かみおか セイル）
アンドロイドの少年であり、この物語の主人公。2000年12月24日起動。何にでも興味を示す明るい性格の持ち主で、毎年クリスマスの時期に上岡流梨子によって体が造り変えられ、人間のように徐々に成長している。「ALCBANE」の主人公である台場巽が制作した『SPARC』（スパーク）の先行試作型である自己成長型コンピューター（Self Educational Algorithm Computer）の『SEAC』（シーク）を搭載。巽は『SEIAC』（サイアック）の失敗を繰り返さないため、また流梨子の亡くなった息子である聖流（きよら）の記憶を移植して人の心を持ったアンドロイドを造りたいという流梨子の願いをかなえるため、＜食事によってエネルギーを補給＞・＜「苦しい」「痛い」などの感情＞・＜クオリア＞などという、より人間に近くなるような機能を持たせている。何でも半分こにする事が好き。また好きな食べ物はおさかなソーセージ、好きな歌はMEANが歌う“さくら〜ぬくもりの絆〜”、好きなスポーツは野球である。
アニマロイドの自立型ブースターであるキディとブーストする事によって戦闘モードへと変身することが可能である。また敵にとどめをさす際は『アークモード』へと更に変形でき、頭から足まで前身が鎧のようなもので覆われた格好になる。変身後はノッカーズをも凌駕する戦闘力を身に付けているが、普段はロボット三原則により人間を傷つける事が出来ない。そこでノッカーズ化した人間に対し「人間をやめるか否か」を問いただし、それを認めたノッカーズのみ元人間と認識する事でロボット三原則をすり抜ける事が出来る。
旅の途中で“元人間となった”『ペンドラゴン』のノッカーズを次々と殺害し、母親のバラバラにされたパーツを回収しているが、その事が原因で殺人マシンとして警察などから追われる身となってしまう。しかし激しい戦闘の中で彼の血液にノッカーズ能力を消し去る力がある事が判明し、彼はその力で出来るだけ危険なノッカーズを元に戻そうとする。
後にノッカーズ能力を消し去る血液を持つ聖流はファースト・セイル、巽の手によって聖流（きよら）やファースト・セイルの一部の記憶を持たせた白猫はセカンド・セイルと呼ばれた。
上岡 聖流（かみおか きよら）
流梨子の実子。生まれながらに心臓に疾患を患っており、「ALCBANE」内で流梨子がシュライクに憑依され九州へと赴いたのが直接の原因となって3歳で死亡。後に記憶を電子化し、その記憶は聖流（セイル）へと組み込まれた。そのため劇中での聖流（セイル）の年齢は、聖流（きよら）が生まれてからの年齢（12歳）で数えられている。
キディ
黒猫の姿をしたアニマロイドであると同時に自立型ブースター。『SEAC』の中に実験的に組み込んであった別の擬似人格を流梨子が流用し制作したとても高度なロボットであり、人間と会話をする事が可能。聖流とブーストする事で、聖流は戦闘モードへと変身する事が出来る。なお尻尾がUSBコネクタになっている。
冷静で落ち着いた性格をしており、無邪気な性格の聖流とはとても良いコンビである。
上岡 流梨子（かみおか るりこ）
聖流（きよら）の母親であり、聖流（セイル）の制作者。優秀なロボット工学の学者であると同時に、長年ノッカーズを人間に戻す研究をしている。またデミアジウムを加工し様々なものを創造出来るノッカーズでもあるが、その能力を『ペンドラゴン』に狙われ霧島猛流のノッカーズ能力により体を6つにバラバラにされてさらわれてしまう。
霧島 猛流（きりしま たける）
ノッカーズ組織『ペンドラゴン』を率いるノッカーズ。32歳。能力は大鎌で切った相手を命令通りに動かせる“マリオネットサイズ”。この能力自体には殺傷能力は無いが、能力を発動しなければ切れ味鋭い大鎌である。普段はベンチャー企業『OLTA』（オルタ）の社長としてサプリンメトや健康器具を生産しているが、裏では『OLTA』本社の地下でOLTA式ブースターを製造していた。
流梨子の異母姉弟であると共に、聖流（きよら）の父親である。
加納 玲子（かのう れいこ）
『ペンドラゴン』幹部。猛流の秘書で、女王蜂のノッカーズ。特殊なフェロモンを出し大勢の男性を操る事が可能であり、最終決戦では『OLTA』の社員にOLTA式ブースターを装着させ聖流を迎え撃った。猛流に対しとても従順で、恋心を寄せている。
沢村 啓吾（さわむら けいご）
『ペンドラゴン』幹部であり、高い戦闘力を持つ熊のノッカーズ。流梨子・猛流姉弟の父親が彼の命の恩人であった縁から猛流に仕えていたが、猛流のやり方に付いて行けず離反しようとするが、妻と娘を人質に取られ最終的には“マリオネットサイズ”で操られてしまう。
山北 俊之（やまきた としゆき）
『ペンドラゴン』幹部であり、ムカデのノッカーズ。無数の腕から銃などの様々な武器を自由に出現させる能力を持つが、この能力はヴォイドに奪われてしまう。またロボット工学に対し高い才能を持っており、『OLTA』本社のセキュリティシステムなどは彼が設計した。最終決戦では自分用に調節した特別仕様のOLTA式ブースターで聖流を迎え撃った。
ジェフ＝レイノルズ
『ペンドラゴン』幹部であり、豹のノッカーズ。高速で動く事が出来るが、聖流とBEEによって倒される。なお、夢来鳥ねむら作画スタッフからは『マッパブーツ』（変身後の姿が靴だけ履いているように見えるため）と呼ばれていたという。
冨樫 一博（とがし かずひろ）
『ペンドラゴン』幹部であり、蜘蛛のノッカーズ。コンピューターを駆使し聖流を見つけ倒そうとするが、逆に倒されてしまう。なお最初の幹部が蜘蛛の能力者なのは「仮面ライダー」からのオマージュである。

### 主な他作品からの登場キャラクター
MEAN（ミィン）
声 - 堀江由衣
演 - 橋本京子
「MEAN 遥かなる歌」の主人公。テレビ番組で“さくら〜ぬくもりの絆〜”を歌っている映像で登場。母親を奪われショックを受けていた聖流を勇気付けた。なおこの歌は有里紅良が作詞を担当した。
あおば荘の住人達
「ギャラクティックマンション」に出てくるキャラクター達。ノッカーズに対し憎しみの心しか持っていなかった聖流に、結果的に全てのノッカーズが悪いというわけでは無いという事を教える事になった。最終決戦にも参加。なおあおば荘の住人の内、オリガとマネエモンは登場しなかった。
古田 翔人（ふるた しょうと）
「童子装甲BEE」の主人公。自立型ブースターのBEEと共に、『ペンドラゴン』のノッカーズを撃退した。聖流は翔人と一緒に野球をプレーし、カマちゃんズのメンバーと親友になる。最終決戦にも参加。
アルクベイン／台場 巽（だいば たつみ）
声 - 杉田智和
演 - 伊藤友也
「ALCBANE」の主人公。聖流に搭載されている量子コンピューター『SEAC』の制作者であり、キディが支援を求めて頼った相手である。聖流からは「お父さん」と呼ばれているが、巽は聖流の事を「SEAC」と呼んでおり最後まで「聖流」とは呼ばなかった。最終決戦にも参加。
SPARC（スパーク）
声 - 杉田智和
「ALCBANE」の登場キャラクターで、巽が制作した量子コンピューター。聖流からは「お兄さん」と呼ばれている。巽とは違い、聖流に対して優しい。
ヴォイド（VOID）
演 - MARS
「VOID」の主人公。聖流の血がノッカーズ能力を消し去る事を知り、『ノッカーズがいない世界』を一緒に作ろうと聖流に持ちかける。
明 真澄（あかり ますみ）
声 - 勝生真沙子
「ジエンド」の登場キャラクター。街で倒れていた聖流を自宅に運び、4日間に渡り看病をしていた。タロット占いで聖流を励ます。
ジエンド／明 超次（あかり ちょうじ）
声 - 高木渉
演 - 大高雄一郎
「ジエンド」「Z-END」の主人公。聖流に『正義』を教えた。最終決戦にも参加。なおジエンドが乗っているバイクの下絵は村枝賢一が担当した。
ウサ探（- たん）
声 - 若本規夫
「ウサ探」の主人公。偶然榊町に立ち寄った聖流に、神様に願いごとをする事を薦める。
クランド
「クランド」の主人公。ウサ探から薦められおさかなソーセージ1本で願いを聞くが、その願いは難題だった。
三ノ輪 涼子（みのわ りょうこ）
声 - 長沢美樹
狩尾 理文（かりお りふみ）
五ヶ山 橘花（ごかやま きっか）
「青の橘花」の主人公。最終決戦の際に偶然ゆりかもめに乗っていて居合わせたため、空を飛ぶノッカーズ能力で人命救助を行なったが聖流とは出会わなかった。なおこの際にジエンドの活躍を直で見た事が、ジエンドを尊敬するようになった理由である。

## 用語
OLTA（オルタ）／ペンドラゴン
表ではサプリンメトや健康器具を生産するベンチャー企業『OLTA』だが、裏ではノッカーズが人間の上に立つ事を目論むノッカーズ組織『ペンドラゴン』である。『ペンドラゴン』幹部はノッカーズで占められているが、『OLTA』の一般社員はノーマルであり『ペンドラゴン』の存在は知らされていなかったようである。なお本社ビルは有明に存在し、イタリアにも支社が存在する。
OLTA式ブースター
『BOOTS』が使用しているブースターより戦闘力は低いが、誰でも装着でき量産化に成功している。『OLTA』本社ビルの地下で上岡流梨子の能力とドクター・ヤコブの力を借り、秘密裏に製造されていた。

## 書誌情報
- 原作：有里紅良 作画：夢来鳥ねむ 『セイル』 講談社〈マガジンZKC〉、全2巻
  1. 2008年11月21日発行（同日発売）、ISBN 978-4-06-349401-3
  2. 2009年3月30日発行（同日発売）、ISBN 978-4-06-349440-2

## エッジワースの木馬
『エッジワースの木馬』（エッジワースのもくば）は、2009年8月14日から16日にかけて開催されたコミックマーケット76にて、有里紅良と夢来鳥ねむの同人サークル『ら・むうん』から発行された同人誌『SEIRU Perfect Record』に掲載された小説作品。文章は有里、挿絵は中嶋敦子が担当した。
HXL公式という宣言はなされていないが、2010年5月21日に行なわれたHXLのトークイベント『ヒーロークロス・トーク』でのチャリティオークションに中嶋が描いたセイルとショウルのカラー色紙が出品されるなど、極めてHXL公式に近い作品である。

### 概要（エッジワースの木馬）
挿絵のみのページを含め、全10ページに渡る短編小説。『セイル』本編より約100年後を舞台としており、外伝小説という側面が非常に強いが、『VOID』第2部で登場予定であるヴォイダブルゾーンを絡ませたり、『火星のココロ』より半世紀以上先の年代の描写をするなど、HXLの世界観を更に広げる作品となった。
『セイル』本編には無かった恋愛要素を中心に据えた作品でもある。

### あらすじ（エッジワースの木馬）
時は21xx年、ノッカーズ能力者の存在によって宇宙開拓のスピードは飛躍的に向上。ノーマル以上の能力を持つアンドロイドであるセカンド・セイルも相棒のキディや複数のノッカーズと共に太陽系外への人類進出の第1歩となるため、太陽系外縁天体のエリスに赴任していた。
そんなある日、セカンド・セイルは不思議な夢を見る。

### 登場キャラクター（エッジワースの木馬）
セカンド・セイル／上岡 聖流（カミオカ セイル）
様々な実験をするため、準惑星エリスに赴任しているアンドロイド。他の人物からは基本的に「Dr.カミオカ」と呼ばれている。仕事を円滑に進めるために20歳ほどの青年の姿をしているが、基本的な性格はファースト・セイルと変わっていない。
ショウル＝エンシャンタ
途中からエリスに赴任してきた女性学者。セイルの見た不思議な夢に関連がある。
キディ
セイルの相棒。この時代でもセイルとブーストし、戦闘モードへと変身させる事が可能である。
サード・セイル
ドクター・ヤコブがファースト・セイルのデータを元に作った第3のセイル。火星で暮らしている。
アレクスJr.
セイルの身の回りを管理するAI。
パム＝ヤマダ
セイルと共に研究をしている女性学者。『BOOTSの山田さん』に登場したパー子の孫にあたる。